# دیوید والتون (هنرپیشه)
دیوید والتون (انگلیسی: David Walton؛ زادهٔ ۲۷ اکتبر ۱۹۷۸) یک هنرپیشه اهل ایالات متحده آمریکا است. وی از سال ۲۰۰۲ میلادی تاکنون مشغول فعالیت بوده‌است.
از فیلم‌هایی که وی در آن نقش داشته است می‌توان به مادرهای بد، کریسمس مادرهای بد و نقطه شکست اشاره کرد.